# Hugo Maier
Hugo Maier (* 2. Juni 1953 in Ulm; † 1. März 2011 in Ulm) war ein deutscher Sozialarbeitswissenschaftler und Professor für Soziale Arbeit an der Katholischen Hochschule Nordrhein-Westfalen; Abteilung Köln.

## Leben und Werk
Maier studierte Sozialarbeit an der Fachhochschule für Sozialwesen in Bamberg sowie an der Gesamthochschule Siegen. Sein Berufspraktikum absolvierte er am Psychiatrischen Landeskrankenhaus Zwiefalten. Zusätzlich studierte er Pädagogik an der Fernuniversität Hagen, später an der Universität Bamberg. Als Diplompädagoge übernahm er die Leitung der Caritas-Bezirksstelle in Saulgau und wurde nebenbei an der Universität Tübingen zum Dr. der Sozialwissenschaften (Dr. rer. soc.) promoviert. Das Thema seiner Dissertation lautete: Gemeindeclubs für psychisch Kranke. Eine Untersuchung von außerstationären Gruppen für psychisch Kranke in Oberschwaben. Die Doktorarbeit befasste

„sich mit einer Alternative zur bisherigen Praxis der Behandlung von psychisch Kranken, die im Gros nach der Entlassung aus psychiatrischen Landeskrankenhäusern meist sich selbst überlassen blieben. Betroffen waren und sind von psychischen Erkrankungen aber auch Familienangehörige, sowie im weiteren Sinn die Kommunen. Hinter der […] Untersuchung steht die Intention, innerhalb einer begrenzten Region die Praktiken zu eruieren, mit denen Teilnehmer konfrontiert werden, die sich in Clubs treffen, die für ehemalige Psychiatrie-Patienten initiiert wurden. Aufgezeigt werden sollen dabei die differenzierten biographischen, individuellen, sozialen und kulturellen Lebensumstände, in denen die Clubteilnehmer eingebunden sind. Dabei wird es nicht nur bei einer Bestandsaufnahme bleiben dürfen. Aufgezeigt werden deshalb auch Ansätze und Anstrengungen, welche von den Clubteilnehmern unternommen werden, um Problemstrukturen zu bewältigen.“

Nach der Promotion wurde er als Professor für Sozialarbeit an die damalige Katholische Fachhochschule für Sozialarbeit Köln berufen. Dort forschte und lehrte er bis zu seinem plötzlichen Tod.
Mit der Herausgabe des Standardwerks Who is who der Sozialen Arbeit schloss er eine historische Lücke innerhalb der Sozialen Arbeit und ihren wissenschaftlichen Nachbardisziplinen. In die Publikation wurden Frauen und Männer aufgenommen, die mindestens eines der folgenden Merkmale aufwiesen:
- Theoretiker der Sozialen Arbeit
- Reformer der Sozialen Arbeit
- Begründer von sozialen Einrichtungen, Institutionen und Verbänden
- Verantwortlicher in leitenden Positionen

Darüber hinaus veröffentlichte er eine Biografie über den Fürsorgewissenschaftler Hans Scherpner und publizierte Aufsätze und größere Schriften zu vielfältigen Themen und Fragen sowie zur Theorie und Historie der Sozialen Arbeit.

## Werke (Auswahl)
- Gemeindeclubs für psychisch Kranke. Eine Untersuchung von außerstationären Gruppen für psychisch Kranke in Oberschwaben. Weissenhof-Verlag Kunow, Weinsberg 1987, ISBN 3-923067-46-1 (376 S.).
- (als Hrsg.): Who is who der Sozialen Arbeit. Lambertus, Freiburg im Breisgau 1998, ISBN 3-7841-1036-3.
- (mit Ilona Winkelhausen als Hrsg.): Agnes Neuhaus. Schriften und Reden (= Studien zur Theologie und Praxis der Caritas und sozialen Pastoral. Band 18). Echter, Würzburg 2000, ISBN 3-429-02188-X (Quellenedition zu Agnes Neuhaus).
- Die Wirklichkeiten der Gemeinschaft. Leben und Werk von Hans Scherpner. Verlag Traugott Bautz, Nordhausen 2009, ISBN 978-3-88309-484-7, urn:nbn:de:101:1-2014092718610 (525 S.).
- (mit Anne Klüser als Hrsg.): Selbstständige in der Sozialen Arbeit. Grundlagen und Projekte. Nomos, Baden-Baden 2009, ISBN 978-3-8329-4111-6, urn:nbn:de:101:1-2018060609290439242065.